# آرون نوريس
آرون نوريس (بالإنجليزية: Aaron Norris)‏، هو مخرج أمريكي، من مواليد 23 نوفمبر 1951م في چاردينا بولاية لوس أنجلوس الأمريكية.

## حياته
كان جنديا أمريكيا شارك في حرب فيتنام، وهو شقيق للممثل الأمريكي تشاك نوريس، وعندما يعمل مخرجاً للأفلام كان يختار أخيه دائمًا خلال العقود الثلاثة الماضية.

## أعماله
- فيلم ذا هيت مان. سنة 1990م.

## ممثل
| السنة             | عنوان الفيلم         | دور               | ملاحظة                     |
| ----------------- | -------------------- | ----------------- | -------------------------- |
| 1978              | Good Guys Wear Black | آل - النمر الأسود | أول فيلم شارك فيه آرون     |
| 1979              | A Force of One       | أندرسون           |                            |
| 1980              | 'The Octagon         | هاتباند           |                            |
| 1981              | Raider Stone         | غير معروف         |                            |
| 1983              |                      |                   |                            |
| Lone Wolf McQuade | پونك                 |                   |                            |
| 1996              | Overkill             | جاك هازارد        |                            |
| 2005              | The Cutter           | توني مايلام       | آخر مشاركة كممثل في الفيلم |

## مخرج
| سنة  | عنوان الفيلم           | ملاحظة                             |
| ---- | ---------------------- | ---------------------------------- |
| 1988 | Platoon Leader         |                                    |
| 1989 | براداك:ميسنغ إن أكشن 3 | مع أخيه تشاك                       |
| 1990 | دلتا فورس 2            | مع أخيه تشاك                       |
| 1991 | ذا هيت مان             | مع أخيه تشاك                       |
| 1992 | Sidekicks              | شارك مع أخيه تشاك في الفيلم        |
| 1993 | Hellbound              | مع أخيه تشاك                       |
| 1995 | Top Dog                | مع أخيه تشاك                       |
| 1996 | Forest Warrior         | مع أخيه تشاك                       |
| 2005 | Trial By Fire          | مع أخيه تشاك في المسلسل التلفزيوني |
| 2005 | The Cutter             | مع أخيه تشاك                       |
| 2013 | The Novice             | مع أخيه تشاك                       |

## وصلات خارجية
- آرون نوريس على موقع IMDb (الإنجليزية)
- آرون نوريس على موقع ألو سيني (الفرنسية)
- آرون نوريس على موقع أول موفي (الإنجليزية)
- آرون نوريس على موقع قاعدة بيانات الأفلام السويدية (السويدية)
- آرون نوريس على موقع قاعدة بيانات الفيلم (الإنجليزية)
- آرون نوريس على موقع كينوبويسك (الروسية)